# Велень (Бринковень, Олт)
Велень, Велені (рум. Văleni) — село у повіті Олт в Румунії. Входить до складу комуни Бринковень.
Село розташоване на відстані 143 км на захід від Бухареста, 15 км на південь від Слатіни, 39 км на схід від Крайови.

## Населення
За даними перепису населення 2002 року у селі проживали 610 осіб, усі — румуни. Усі жителі села рідною мовою назвали румунську.